# Women and Children First
| 평가 점수                          | 평가 점수 |
| 출처                               | 점수      |
| ---------------------------------- | --------- |
| AllMusic                           | [ 1 ]     |
| Christgau's Record Guide: The '80s | B         |
| Rolling Stone                      | Favorable |
| The Rolling Stone Album Guide      | [ 4 ]     |

《Women and Children First》는 1980년 3월 26일, 워너 브라더스 레코드에서 발매된 미국의 하드 록 밴드 반 헤일런의 세 번째 스튜디오 음반이다. 테드 템플먼이 프로듀싱한 이 음반은 밴드가 단독으로 작곡한 작곡을 처음으로 선보였으며, 평론가 스티븐 토마스 얼와인은 "그 그룹이 음역적으로나 덜 주제적으로 무거워지기 시작한 음반"이라고 묘사하고 있다.

## 배경 및 녹음
오프닝 곡인 〈And the Cradle Will Rock...〉은 기타처럼 들리는 것으로 시작하지만, 사실, 반 헤일런의 1960년대 모델인 100와트 마셜 플렉시 앰프를 통해 연주된 위상 편이 변형된 월리처 전기 피아노다.
이 음반은 이 밴드의 첫 두 음반과 다소 다른 점이 있는데, 이 음반은 더 많은 스튜디오 오버더빙와 백 보컬을 덜 강조한다는 점이다. 〈Could This Be Magic?〉은 반 헤일런 노래로 녹음된 유일한 여성 백 보컬을 포함하고 있고, 니콜렛 라슨은 합창 중에 노래를 부른다. 배경의 빗소리는 영향이 아니고 밖에 비가 내리고 있었고, 밴드는 두 개의 뉴먼 KM84 마이크를 사용하여 스테레오로 소리를 녹음하기로 결정하고 트랙에 추가했다.
이 음반의 첫 번째 싱글은 키보드 주도의 〈And the Cradle Will Rock...〉이었다. 비록 이전의 싱글 〈Dance the Night Away〉나 〈You Really Got Me〉의 커버처럼 성공을 거두지는 못했지만, 음반 자체는 좋은 평가를 받았고, 인기 있는 콘서트 무승부로 밴드를 더욱 고착시켰다. 〈Everybody Wants Some!!〉은 1984 Tour를 통해 콘서트 주류가 되기도 했으며, 반 헤일런을 떠난 후에도 데이빗 리 로스가 계속 연주했다.

## 곡 목록
모든 곡들은 에디 반 헤일런, 알렉스 반 헤일런, 마이클 앤서니 그리고  데이비드 리 로스에 의해 작사/작곡하였다.
| #  | 제목                            | 재생 시간 |
| -- | ------------------------------- | --------- |
| 1. | 〈And the Cradle Will Rock...〉 | 3:31      |
| 2. | 〈Everybody Wants Some!!〉      | 5:05      |
| 3. | 〈Fools〉                       | 5:55      |
| 4. | 〈Romeo Delight〉               | 4:19      |

| #  | 제목                       | 재생 시간 |
| -- | -------------------------- | --------- |
| 5. | 〈Tora! Tora!〉 (기악)     | 0:57      |
| 6. | 〈Loss of Control〉        | 2:36      |
| 7. | 〈Take Your Whiskey Home〉 | 3:09      |
| 8. | 〈Could This Be Magic?〉   | 3:08      |
| 9. | 〈In a Simple Rhyme〉      | 4:18      |

## 인증
| 국가                                                  | 인증        | 판매량/출하량 |
| ----------------------------------------------------- | ----------- | ------------- |
| 캐나다 (뮤직 캐나다)                                  | 2× 플래티넘 | 200,000^      |
| 프랑스 (SNEP)                                         | 골드        | 100,000*      |
| 네덜란드 (NVPI)                                       | 골드        | 50,000^       |
| 미국 (RIAA)                                           | 3× 플래티넘 | 3,000,000^    |
| *판매량을 기반으로 한 인증 ^출하량을 기반으로 한 인증 |             |               |